# 에이럭스
에이럭스(ALUX Co., Ltd.)는 대한민국의 로봇 전문 에듀테크 기업이다. 본사는 서울특별시 도봉구 마들로13길 84 (창동, 창동아우르네) 213호에 위치해 있다. 대표이사는 이치헌과 이다인이다.

## 상장
2024년 11월 1일 주관사를 한국투자증권으로 공모가 16,000원(희망공모가 밴드 11,500 ~ 13,500원)에 상장하였다.

## 참고 문헌
1. ↑  오대석, '에듀 테크' 에이럭스 코스닥 상장 도전, 매일경제, 2024-05-29
2. ↑  노유선, 김익환이 만난 혁신 기업가(48) 이치헌·이다인 에이럭스 대표, 포브스, 2023.12.23
3. ↑  권민서, '로봇 전문 에듀테크 기업' 에이럭스, 코스닥 상장 도전, 데일리인베스트, 2024년 5월 29일